# 패밀리가 떴다 2
《패밀리가 떴다 2》는 매주 일요일 오후 5시 20분에 방송되었던 《일요일이 좋다》의 한 코너이다.

## 패밀리가 떴다 2 역사
- 패밀리가 떴다의 후속작으로, 2010년 2월 21일 첫 방송을 시작하여, 같은 해 7월 11일에 마지막 방송하였다.[1][2]

## 개요
《패밀리가 떴다 시즌2》멤버는 코미디언 지상렬, 신봉선, 배우 김원희, 윤상현, 소녀시대 윤아, 2PM 택연, 2AM 조권이다. 시즌2 제작진은 해당 마을의 특색을 가장 잘 살릴 수 있는 곳에서 묵을 예정 이라며 현지에서 구할 수 있는 나물 같은 재료로 밥 짓기에 도전하는 등 열린 구도로 새로운 재미를 더 할 생각이라고 전했다.
남승용 CP는 2월 2일 '가장' 개념을 도입해 매회 가장을 뽑아 패밀리의 운명을 맡기는 방식으로 진행된다고 밝혔다. 1기가 대학생 MT 분위기였다면 2기는 패밀리 라는 가족 개념에 좀 더 초점을 맞출 예정 이라며 가장의 선택에 따라 패밀리의 운명도 바뀌게 된다고 말했다. 가장은 여행지로 떠나기 전에 결정되며,'가장'이라고 적힌 노란색 명찰을 차게 된다. 이동 수단이나 저녁 메뉴, 잠자리 등이 가장의 선택에 따라 달라지게 된다. 지난 1월 25일과 26일 강원도 인제군 곰배령에서 이뤄진 첫 녹화에서는 택연이 가장으로 뽑혔다. 오리엔테이션 1회에서는 시청률 16.5%로 무난한 출발을 보였으나 패떴 시즌1과 유사한 흐름으로 진행되다 보니 식상하다는 평가와 함께 시청률도 5.6% 시청률을 보이고 있었다.
4월 말에는 천안함 피격 사건 관계로 결방하였으며, 5월 2일부터 방송되는 '친한 친구 특집' 편에서 슈퍼주니어 멤버 김희철이 패떳2에 합류하게 된다. 이와 더불어 ‘친한 친구 특집’편에서 신봉선 친구로 나오며 버럭 개그를 선보인 코미디언 장동민은 시청자들의 열렬한 지지에 힘입어 고정자리를 꿰차게 됐다. 프로그램 관계자는 장동민이 코미디언 특유의 넉살과 유머 감각으로 패밀리를 사로잡았다고 말했다. 그러나 장동민, 김희철의 영입에도 불구하고 계속해서 시청률이 한 자릿수를 유지하자 7월 개편과 함께 폐지되고 말았다. 후속으로는 1기의 MC 유재석이 진행할 런닝맨과 여성 연예인들이 대거 출연하는 영웅호걸이 방송된다.

## 역대 진행자
| 역대 | 진행자 | 진행 기간                         | 방송 회차 | 비고  |
| ---- | ------ | --------------------------------- | --------- | ----- |
| 1대  | 지상렬 | 2010년 2월 21일 ~ 2010년 7월 11일 | 1 ~ 17회  |       |
| 1대  | 김원희 | 2010년 2월 21일 ~ 2010년 7월 11일 | 1 ~ 17회  |       |
| 1대  | 윤상현 | 2010년 2월 21일 ~ 2010년 7월 11일 | 1 ~ 17회  |       |
| 1대  | 신봉선 | 2010년 2월 21일 ~ 2010년 7월 11일 | 1 ~ 17회  |       |
| 1대  | 윤아   | 2010년 2월 21일 ~ 2010년 7월 11일 | 1 ~ 17회  |       |
| 1대  | 택연   | 2010년 2월 21일 ~ 2010년 7월 11일 | 1 ~ 17회  |       |
| 1대  | 조권   | 2010년 2월 21일 ~ 2010년 7월 11일 | 1 ~ 17회  |       |
| 2대  | 장동민 | 2010년 5월 30일 ~ 2010년 7월 11일 | 12 ~ 17회 | [ 5 ] |
| 2대  | 김희철 | 2010년 5월 30일 ~ 2010년 7월 11일 | 12 ~ 17회 | [ 5 ] |

## 2010년 시청률
| 회차 | 방송 일자       | 전국 시청률(증감치) |
| ---- | --------------- | ------------------- |
| 1    | 2010년 2월 21일 | 17.8%               |
| 2    | 2010년 2월 28일 | 12.4%(-5.4)         |
| 3    | 2010년 3월 7일  | 11.8%(-0.6)         |
| 4    | 2010년 3월 14일 | 9.1%(-2.7)          |
| 5    | 2010년 3월 21일 | 6.1%(-3.0)          |
| 6    | 2010년 3월 28일 | 6.2%(+0.1)          |
| 7    | 2010년 4월 11일 | 5.6%(-0.6)          |
| 8    | 2010년 5월 2일  | 7.2%(+1.6)          |
| 9    | 2010년 5월 9일  | 6.8%(-0.4)          |
| 10   | 2010년 5월 16일 | 10.6%(+3.8)         |
| 11   | 2010년 5월 23일 | 12.2%(+1.6)         |
| 12   | 2010년 5월 30일 | 6.8%(-5.4)          |
| 13   | 2010년 6월 6일  | 8.2%(+1.4)          |
| 14   | 2010년 6월 13일 | 6.3%(-1.9)          |
| 15   | 2010년 6월 27일 | 10.4%(+4.1)         |
| 16   | 2010년 7월 4일  | 10.7%(+0.3)         |
| 17   | 2010년 7월 11일 | 8.1%(-2.6)          |

| 회차 | 방송 일자       | 전국 시청률(증감치) |
| ---- | --------------- | ------------------- |
| 1    | 2010년 2월 21일 | 16.5%               |
| 2    | 2010년 2월 28일 | 10.9%(-5.6)         |
| 3    | 2010년 3월 7일  | 10.1%(-0.8)         |
| 4    | 2010년 3월 14일 | 8.6%(-1.5)          |
| 5    | 2010년 3월 21일 | 7.6%(-1.0)          |
| 6    | 2010년 3월 28일 | 7.5%(-0.1)          |
| 7    | 2010년 4월 11일 | 5.6%(-1.9)          |
| 8    | 2010년 5월 2일  | 7.3%(+1.7)          |
| 9    | 2010년 5월 9일  | 6.5%(-0.8)          |
| 10   | 2010년 5월 16일 | 10.3%(+3.8)         |
| 11   | 2010년 5월 23일 | 12.5%(+2.2)         |
| 12   | 2010년 5월 30일 | 6.3%(-6.2)          |
| 13   | 2010년 6월 6일  | 8.9%(+2.6)          |
| 14   | 2010년 6월 13일 | 5.7%(-3.2)          |
| 15   | 2010년 6월 27일 | 8.3%(+2.6)          |
| 16   | 2010년 7월 4일  | 8.7%(+0.4)          |
| 17   | 2010년 7월 11일 | 6.7%(-2.0)          |

- TNmS와 AGB닐슨 미디어 리서치에서 공개한 표를 바탕으로 작성한 시청률이다. 빨간색 글씨는 최고 시청률, 파란색 글씨는 최저 시청률을 나타낸다.

## 경쟁 프로그램
- 일요일이 좋다
  - 골드미스가 간다 (2부 프로그램)
- 해피선데이
  - 남자의 자격 (경쟁 프로그램)
  - 1박 2일 (2부 프로그램)
- 일밤
  - 뜨거운 형제들 (경쟁 프로그램)
  - 단비 (2부 프로그램)

## 같이 보기
- 한국방송공사
- 문화방송